# 大儀
| ウィキペディアには「大儀」という見出しの百科事典記事はありません（タイトルに「大儀」を含むページの一覧/「大儀」で始まるページの一覧）。 代わりにウィクショナリーのページ「大儀」が役に立つかもしれません。 |